# Coffea congensis
Coffea congensis är en måreväxtart som beskrevs av A.Froehner. Coffea congensis ingår i släktet Coffea och familjen måreväxter. Inga underarter finns listade i Catalogue of Life.